# أبطال الملاعب
أبطال الملاعب مسلسل أنمي ياباني من إنتاج إستديو نيبون أنيميشن عرض لأول مرة في 13 أبريل 1970 واستمر عرضه حتى 5 أبريل 1971.

## القصة
يحضر مدرس رياضة إلى الثانوية لتعليم الطلبة أصول كرة القدم وهو مختار لكن حميدو لم يتقبل هذا الأستاذ في بداية الأمر ويجري بينهم تحدي، وبعدها يشكل المدرب فريق للثانوية ويقوم بتدريبه إلي أن يصبح فريقاً قويا وينضم إليه حميدو وزميله دبوس وتبدأ حكاية المسلسل.
وخلال مجريات المسلسل يواجه حميدو خصوماً أقوياء وهم صلاح سليم ورياض وكمال نسيم وكين سانتوس وتبدأ المواجهة بينهم وتكثر التحديات مما جعل حميدو يبتكر ضربتان الأولى الضربة القاصفة والثانية ضربة النسر ولكن من المنتصر في النهاية هذا ما سوف تعرفونه من خلال هذا المسلسل المشوق.

## الأصوات العربية
- هشام يانس
- محمد العبادي
- سهيل إلياس
- محمد حلمي
- تيسير عطية
- بكر قباني
- جاكلين سعادة
- حسين إبراهيم
- كريم وليامريانس

## وصلات خارجية
- original Japanese anime introduction